# バス共通カード
バス共通カード（バスきょうつうカード）は、関東地方の東京都と神奈川・埼玉・千葉の首都圏1都3県を中心に、路線バス事業者と都電で共通利用が可能だった磁気式乗車カード（プリペイドカード）。制度上は回数乗車券の位置付けである。利用可能地域は段階的に拡大され、主な取扱地域からバス路線が乗り入れる茨城・群馬両県一部事業者、及び中部地方の静岡・山梨両県の一部地域にも利用可能路線となった。
非接触式ICカード乗車券PASMOのサービス開始と普及に伴い、2010年10月31日をもって乗車券としての利用が終了、2015年10月31日までに払い戻し対応も終了した。
カードの券面には「バス〈共通〉カード」と表記される。バス事業者によっても呼称が多少異なり「バス共通カード」とする例が多いが、「バスカード」や「共通カード」とする例もあった。また利用者は「バスカード」と略する場合が多かった。カードの発行条件や規格などは「バス共通カード規格管理委員会」が管理していた。

## 発行券種
バス共通カードには、1,000円（利用額1,100円）・3,000円（利用額3,360円）・5,000円（利用額5,850円）の3種類のカードがある。過去に発売されていたパスネットやオレンジカードなどとは違い、購入額以上の利用額（プレミアム）が付加されている上、複数の社局で利用できるのが特徴である。
標準デザインは、1,000円券が桃色、3,000円券が青色、5,000円が黄色。カードの左上に「バス〈共通〉カード」の文字、その下にシンボルマーク、その下に「東京都・神奈川県・埼玉県・千葉県内の『バス共通カード取扱車』・『共通カード取扱車』の表示のあるバス・都電にご利用いただけます」の文言がある。中央には青空にかかる虹のイラストが大きく描かれ、右上にはプレミアム付きの金額数字（1100，3360，5850）、右下には「（回数乗車券）」の文字と、カードを発行したバス事業者名が書かれている。
標準デザイン以外にも、各事業者ごとにさまざまな記念カードやデザインカードが発行され、当時のバスファンなどにより、趣味としてのコレクションの対象にもなっていた。
2001年度からは500円券（利用額は同額）も登場しているが、こちらは原則として一般に販売せず、景品や贈答品用の受注品扱いとなっている。

## 歴史

### 共通回数券の時代
首都圏の乗合バスにおける乗車券共通化の流れは、1984年（昭和59年）10月1日に発売が開始された「東京都区内バス共通回数乗車券」に始まる。東京23区と多摩東部4市（武蔵野市・三鷹市・調布市・狛江市）からなる東京都区内均一運賃地区で事業を行う東京都交通局（都営バス）など10社局が参加し、後に川崎市の6社局、横浜市では8社局が参加して同じ規格の共通回数券を発売したが、東京都・川崎市・横浜市それぞれの共通回数券の間に互換性はなかった。

### 神奈中バスカード
1988年（昭和63年）、神奈川中央交通（以降、神奈中とする）が多区間運賃制の路線バスとして日本初のバスカードである「神奈中バスカード」の導入を開始、1990年（平成2年）3月までに一般路線バス全車両（約2,000台）への導入を完了した。

このカード自体は現在のバス共通カードとはシステム上の関連がないが、発売額に上乗せされたプレミアム（1000円券で100円、3000円券で360円、5000円券で850円）は、バス共通カードや、後のPASMO・Suicaにおける「バス特典利用サービス」に引き継がれた。（現在も発売されている紙券の「神奈中回数券」も同額）。
このバスカードを導入した神奈中の営業エリアは、神奈川県央を中心に東京都南多摩地域まで広域に及ぶものの、エリアのほとんどは神奈中の独占地域であったため、比較的早くに神奈中バスカードが普及した。一方で横浜市内や湘南地区では、横浜市営バス・江ノ島電鉄など他社局との共管路線や競合路線も多く存在しており、当然ながら「神奈中バスカード」はそれら他社局の運行便・路線では使用ができなかった。

### 共通化の端緒

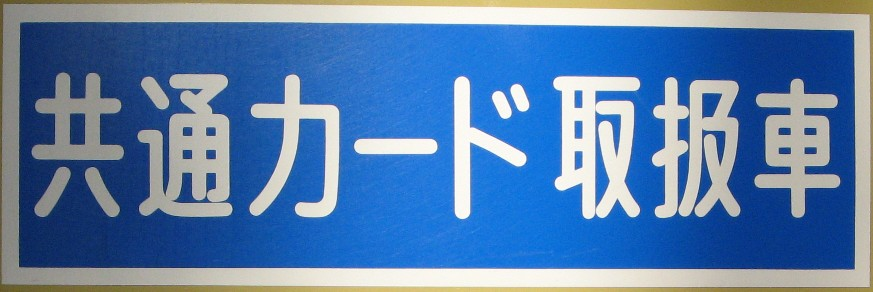
青色の「共通カード取扱車」ステッカー。横浜市・川崎市内の均一運賃区間のバス共通カード・マリンカード取扱車

その後、1992年（平成4年）3月には、上述の神奈中バスカードとは別に、神奈川中央交通・横浜市営バス・川崎市バス・江ノ島電鉄の4社局が運行する横浜市・川崎市内の均一運賃路線限定で、「バス共通カード」及び「マリンカード」（横浜市交通局発行。市営地下鉄・バス共通乗車券）が初めて導入され、共通利用が図られた。導入車両には青色の「共通カード取扱車」ステッカーが貼り付けられた。
これがバス共通カードおよびマリンカードの始まりとなるが、あくまで均一運賃区間用のものであり、また神奈中バスカードとはシステムが異なっていたことから、共通利用は行われず、横浜市・川崎市内であっても神奈中・横浜市営・江ノ電に存在する多区間運賃路線では利用不可であった。
なお、この4社局以外の後に導入した社局ではマリンカードは使用できず、ステッカーも緑色の「バス共通カード取扱車」となっている。

### 都内への拡大

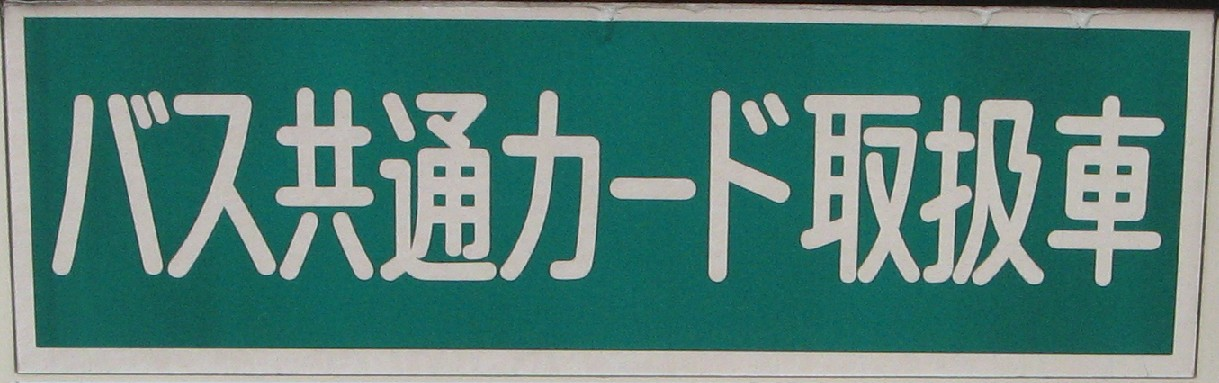
緑色の「バス共通カード取扱車」ステッカー。マリンカードの取扱はできない

1994年（平成6年）10月になると、それまで単独導入していた東京都交通局の都営バス・都電荒川線（「Tカード」を発売）や京浜急行バスを始め、東京都区内均一運賃区間の各社局路線へも「バス共通カード」が導入され、東京都区内バス共通回数券の発売は終了した。ただしこの時点でも、東京多摩地域での多区間運賃路線ではバス共通カードの利用不可であった。
多区間運賃区間でバス共通カードの利用が可能になるのは、さらにしばらく経ってからのこととなる。
その後、東京都多摩地域や横浜・川崎以外の神奈川県内の多区間運賃路線、また埼玉・千葉の両県にも順次バス共通カードが導入され、共通化されていった。この他に、1都3県のバス共通カード取扱地域から路線が乗り入れる事業者でも利用可能であった。朝日自動車など、茨城・群馬県は一部路線で、静岡・山梨両県では、ごく一部利用可能であった。

### PASMO移行による磁気式カードの終焉

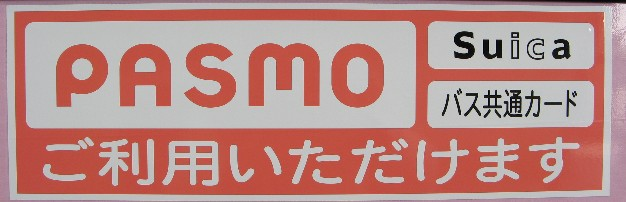
桃色の「PASMO・Suica・バス共通カードご利用いただけます」ステッカー。PASMO導入後に貼られたもの

しかし、2007年（平成19年）3月18日にPASMOの発売を開始すると、バス共通カードの利用者は段階的にPASMOに移行されたため、川崎市交通局を除く各事業者は2010年（平成22年）3月 - 4月で販売を終了し、同年7月末で利用を終了。首都圏各社局のバス共通カードは、短命に終わった。

なお、川崎市バスのみ終了スケジュールが異なり、2010年6月末で販売を終了し、同年10月31日をもって利用終了となった。これにより、2010年11月1日以降は、全加入事業者で払い戻しのみの対応となった。

## 利用方法など
バス共通カードを使用できるのは、下記のバス事業者で車両の乗車口付近に「バス共通カード取扱車」（緑色のステッカー）と「共通カード取扱車」（青色のステッカー）の表示のあるバス・都電であり、カードの表面左下（記念カードは記載なし）と裏面上部には「東京都・神奈川県・埼玉県・千葉県内の『バス共通カード取扱車』・『共通カード取扱車』の表示のあるバス・都電にご利用いただけます。」と記載されている。また、2007年3月18日からのPASMO導入に伴い導入事業者は順次「PASMO Suica バス共通カード ご利用いただけます」（桃色のステッカー、但し車両前面は「PASMO」）というステッカーに張り替えられているが、その場合でも緑・青色のステッカー表示と同様に利用できる。
また、青色のステッカーのバスでは横浜市交通局が発行しているマリンカードが使用できるため表示が異なっているが、バス共通カードも使用可能。ただしピンクのステッカーの表示があるバスの中にはバス共通カードの表記がないものがあるため（バス共通カードを導入せずにPASMOのみを導入している事業者のバス）、乗車の際は注意が必要である。
バス事業者によっては、一部のコミュニティバスなどにカード設備を搭載しておらず、取り扱い表示がなく利用できない路線もあった。
電車で利用できるパスネットと違い、小児の利用や複数人で1枚のカードを直接利用が可能である。これ以外にも割引運賃の適用などで大人1人分ではない運賃を支払う場合はカードを通す前に乗務員に申告する必要がある。
また、残額が支払うべき運賃に満たない場合は別のカードか現金で精算する必要がある。但しパスネットとは違い2枚同時に投入はできない。カードの残額が不足している場合は運賃箱からカードの残額が足りない旨の表示がされ、カードは乗務員が操作しないと、排出されない。

### 前払い式の場合
前払い式（均一料金〈路線により対キロ制〉）の場合は、乗車時に乗車口付近にあるカードリーダ・ライタに通して利用する。
路線によっては、区間によって料金が異なり、乗車時に降車停留所を申告する方式があるが、この場合はカードを通す前に降車停留所を申告する必要があり、申告がないと本来支払うべき運賃が差し引かれなかったり、乗務員がカードの挿入を止める場合がある。また、本来は後払い用のバスを前払いとして使う場合には、降車用のカード投入口にカードを通す場合がある。
路線や停留所によっては、カードリーダ・ライタを停留所にいる係員が持ち、このカードリーダ・ライタに通してから、バスに乗る方式を採用している事例もあった。

### 後払い式の場合
後払い式（対キロ制）の場合は、乗車時と降車時に乗・降車口付近にあるカードリーダ・ライタに通して利用する。但し、事業者によっては取り扱い方法が異なり、起点から次の運賃区界の手前においては乗車時のカード挿入が省略可能のところもあった。
乗車時にカードをリーダ・ライタに通すのは乗車停留所がどこかを記録するためのものである。従って、リーダ・ライタに通さない場合は、始発停留所から乗車したとみなされる場合がある。但し、(1)乗車時にカードが見つからない場合、(2)車内でカードを購入、(3)乗車用カードリーダ・ライタの読み取り不良、などもあるため、乗客の降車時に乗務員が運賃支払機により乗車位置の設定が可能であった。そのため、事業者や乗務員によって対応が若干異なるものの、上記のケースの場合などやむを得ない場合に限り乗車時に整理券を取れば実質的な問題はほとんどない。

## 購入方法
バス共通カードは、発行事業者の営業所・案内所、バス・都電車内や委託契約した店舗・コンビニエンスストア・駅売店などでの有人対面発売による方法や、事業者によっては、テレホンカードの自動販売機の中にバス共通カードも取り扱うといった、無人機械発売による購入方法が一般的であった。場合によっては、主要バス停において、臨時にバス案内兼販売者が立ち歩きながら発売していたり、コミックマーケットなどの大規模行事開催時（主に記念カードの発売が多い）や、金券ショップでの購入も可能であった。他に、記念カード発売の折に、事業者によっては通信販売の形式をとって購入する方法もあった。

## PASMO導入後の動向
2007年3月18日、バス共通カード事業者で非接触式ICカード乗車券「PASMO」のサービスが開始された。これは関東地方の主な私鉄や地下鉄で利用できるストアードフェアシステムであるパスネットの事業者と共同で導入され、東日本旅客鉄道（JR東日本）などが発行するSuicaと相互利用できるものである。
このPASMOの導入に伴い、今後のバス共通カードの取り扱いについてはPASMOの普及状況を見ながら検討される予定にはなっているものの、既にコンビニエンスストアのサンクスではPASMO導入開始と同時に新規発注ができなくなっており、今後販路は次第に縮小するものと見られた。しかし、バス共通カードは回数券であるため販売額以上の利用額がある点がパスネットとは異なり、PASMOでもバス利用特典サービス（バス特）を採用し、バス共通カードに近い金額分バスを利用できるようにしようとしている事業者が多いものの、バス共通カードと異なり実際にバスで利用した金額に応じて、バスポイントが還元される上（バス共通カードのように、あらかじめ特典額が付与される訳ではない）、バスポイントは1ヶ月単位で計算され、未還元のバスポイントは翌月への繰越ができないため、その月のバス利用額が最初の還元が行われる1,000円に満たない利用者は、全く還元を受けられないほか、月間のバスへの支払い金額の下4桁が、ちょうど5,000円、6,000円、7,000円、8,000円、9,000円または10,000円でない限りは、バス共通カードの方が得するため、雨天時のみなど乗車機会の少ない利用者を中心にバス共通カードの需要が根強く残っており、パスネットほど急速には利用が減っていない点から、PASMO導入からしばらくの間は、バス共通カードのサービス廃止に踏み切る事業者は少なかった。
しかしながら、バス共通カードよりも、PASMO・Suicaでのバス利用者が増加した点に加え、バス共通カードにおけるカードリーダーの保守費用の問題から、東京都交通局他20の各社（グループ）・局では、PASMO普及に対するバス共通カードの取り扱いについて見直し、2010年3月31日に発売を終了、同年7月31日に利用を終了する旨が発表された。このうち、東武バスグループ・朝日自動車グループは4月10日に発売を終了、箱根登山バスは3月5日、国際興業バスと京王電鉄バスグループ・相鉄ホールディングスは3月15日にそれぞれ先行して発売を終了。なお、川崎市交通局の終了時期については前述の各社・局とは異なり、2010年6月30日発売終了、同年10月31日利用終了であった。

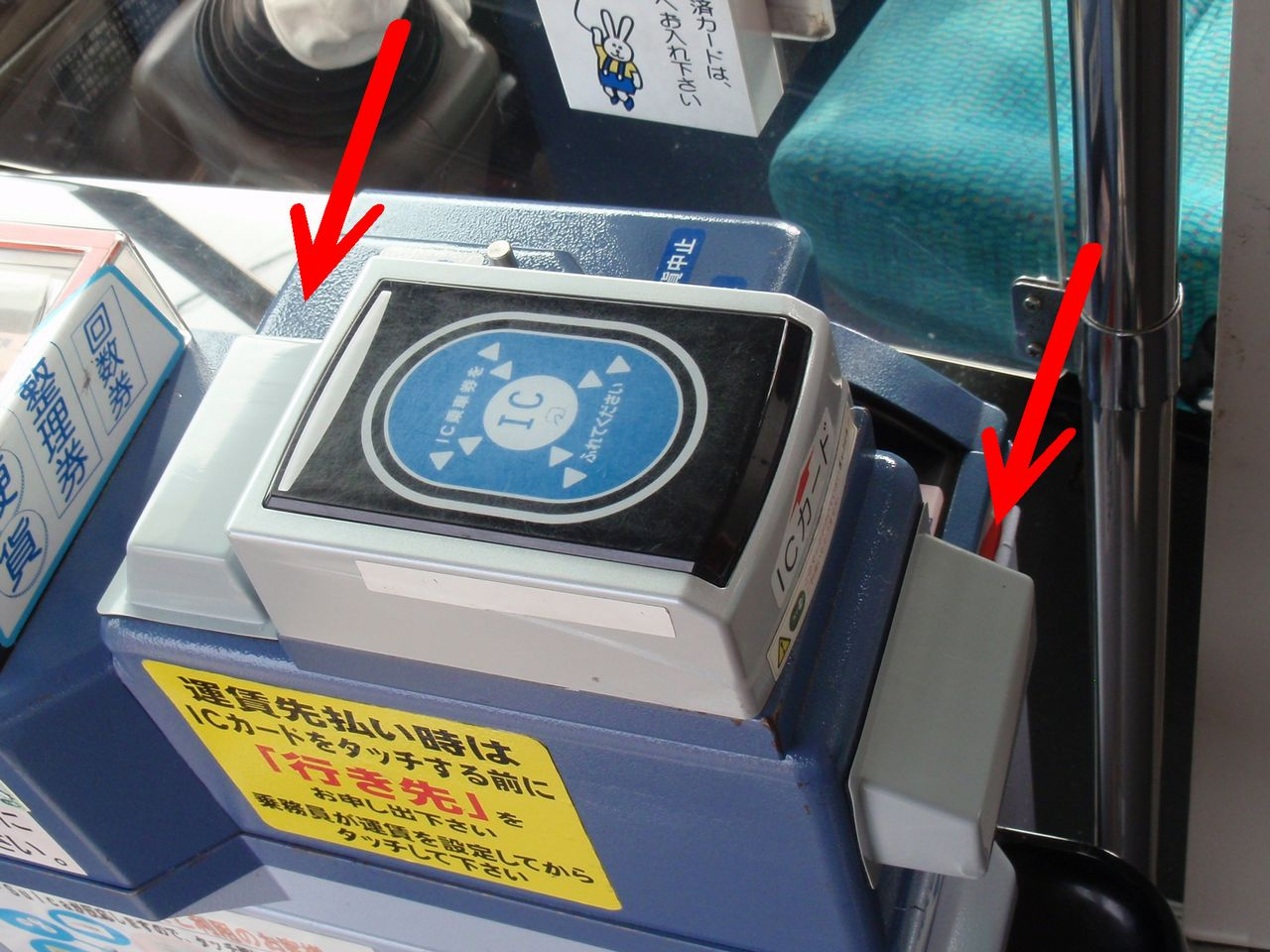
使用停止となりカバーがかけられたカードリーダー（赤い矢印で示した部分）

なお、利用終了時点で残高を有するカードについては、カードを発行した各社・局において利用終了日の翌日より5年間に限り、運送約款にもとづいた無手数料による払戻の受付が行われ、川崎市バス以外は2015年7月31日、川崎市バスは2015年10月31日をもって、それぞれ払い戻し期間が終了した。この際の払戻額は回数乗車券の払戻額算定基準が適用され、「券面表示の運賃額（発売額）×残券片表示金額（払戻時の利用可能額）÷総券片表示金額（発売時の利用可能額）」として計算されていた。また、パスネット終了時に一部の事業者で行われたようなカード残高のPASMO等への移行は行われなかった。

## 利用可能であったバス事業者
凡例（インデントの状況は下記の状態を示す）
- カード発行事業者（現在の発行名義）〈旧名義：分社化前・分社化過程における過去の発行名義〉
  - 上記名義のカードを発売している分離子会社・グループ会社

末尾に*がある社・局（5社・局）は「共通カード取扱車」（青色のステッカー、マリンカードも使える）を、ない社局は「バス共通カード取扱車」（緑色のステッカー）を貼付している事業者を示す。また、PASMO導入済みの事業者（先述のステッカーに替わり「PASMO Suica バス共通カード ご利用いただけます」〈ピンク色のステッカー〉に変更）については、★がある社・局では全車両にてそれぞれ走らせていた事業者を示す。例外については後述。

### 2010年10月31日付で取り扱い終了
- 川崎市交通局（川崎市バス）*★

### 2010年7月31日付で取り扱い終了
- 東京都交通局（都営バス・都電）★
- 横浜市交通局（横浜市営バス）*★
  - 横浜交通開発*★
- 東急バス★
  - 東急トランセ★
- 京王電鉄バス（旧名義：京王帝都電鉄・京王電鉄・京王バス）★
  - 京王バス東★・京王バス中央★・京王バス南★・京王バス小金井★
- 西東京バス★ - かつて子会社の多摩バスが一時自社発行していた時期があった。
- 関東バス★ - 一時期に一部路線をケイビーバスに移管していた。
- 西武バス★
  - 西武自動車・西武観光バス
- 国際興業★ - 一時期に埼玉県内の一部路線をさいたま国際バスに分社していた。
- 小田急バス★
  - 小田急シティバス★
- 立川バス★
  - シティバス立川★
- 京浜急行バス★（旧名義：京浜急行電鉄）
  - 羽田京急バス★・横浜京急バス★・湘南京急バス★
- 京成バス★（旧名義：京成電鉄）
  - ちばシティバス・京成タウンバス★・ちばフラワーバス★・ちばグリーンバス・京成トランジットバス・京成バスシステム
  - 千葉中央バス※★
  - 千葉海浜交通★
  - 千葉内陸バス※★
  - ちばレインボーバス※★
  - 東京ベイシティ交通※★
    - ※標記の各社は2006年5月31日限りで自社発行を取りやめ、京成バス発行のカードを発売していた。
- 東武バスセントラル★（カード表記：「東武バス」、旧名義：東武鉄道）
  - 東武バスウエスト★・東武バスイースト★・朝日自動車★・茨城急行自動車★（古河営業所を除く）・川越観光自動車★・国際十王交通★（熊谷営業所のみ）
- 神奈川中央交通*★
  - 湘南神奈交バス・津久井神奈交バス・横浜神奈交バス・相模神奈交バス・藤沢神奈交バス☆
- 相鉄ホールディングス（自動車事業）★（旧名義：相模鉄道）
  - 相鉄バス★
- 川崎鶴見臨港バス★ - 一時期に一部路線を臨港グリーンバスに移管していた。
- 江ノ電バス藤沢*（旧名義：江ノ島電鉄）
- 江ノ電バス横浜*★
- 箱根登山バス★（カード表記：「箱根登山」）（旧名義：箱根登山鉄道）
- 船橋新京成バス（旧名義：新京成電鉄）
  - 習志野新京成バス・松戸新京成バス
- 富士急湘南バス（現：富士急モビリティ湘南営業所、旧名義：富士急行）★
  - フジエクスプレス（134系統「横浜タウンバス」のみ）*★
    - 富士急行では自社グループ用のバスカードも存在したため、精算及びカード発注上では、現在でも富士急行が窓口となっていた。

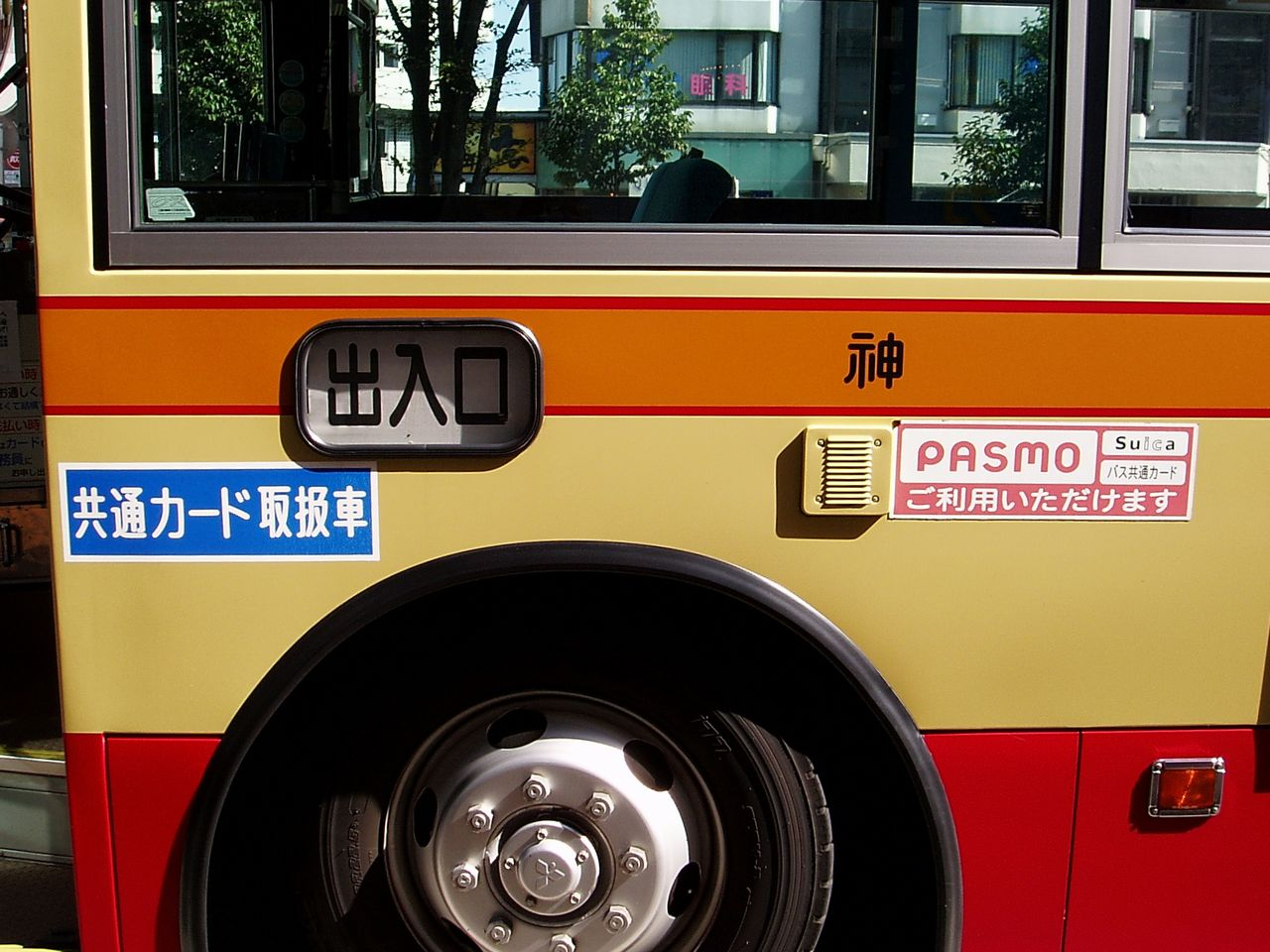
「共通カード取扱車」と「PASMO」ステッカーを両方貼付している例

※福島県の新常磐交通では、緑地に上記とほぼ同じデザインの「バスカード取扱車」と書かれたステッカーが貼ってあるが、当カードとは一切関係がない。

### ステッカー貼付の例外的な事例
2010年7月31日まで、一部に既存のステッカーを継続貼付した上で「PASMO Suica ご利用いただけます」もしくは「PASMO Suica バス共通カード ご利用いただけます」（乗車口付近）/「PASMO」（車両前面）のステッカーを追加貼付している事業者も存在していた。
- 東武バスグループでは、「バス共通カード取扱車」のステッカーを継続貼付していた。その後、「PASMO」（前面）・「バス特 PASMO Suica」（側面）のステッカーと共に「東京スカイツリー 2012年春誕生」のステッカーを貼付していた。
- 神奈川中央交通平塚営業所では、厚105系統に運用される車両で「共通カード取扱車」のステッカーを継続貼付していた。

## カード製造会社
カード裏面の丸の中にアルファベットで示されている。
- K：共同印刷
- T：巴川製紙所